# جیم کامیس
جیم کامیس (انگلیسی: Jim Cumbes؛ زادهٔ ۴ مهٔ ۱۹۴۴) بازیکن فوتبال، و بازیکن کریکت اهل بریتانیا است.
از باشگاه‌هایی که در آن بازی کرده‌است می‌توان به باشگاه فوتبال وست برومویچ آلبیون، باشگاه فوتبال ترانمره راورز، باشگاه فوتبال استون ویلا، باشگاه فوتبال ساوتپورت، و باشگاه فوتبال ووستر سیتی اشاره کرد.